# Nguyên thủ quốc gia Campuchia
Nguyên thủ quốc gia Campuchia là nhà lãnh đạo và nguyên thủ quốc gia của nhà nước Campuchia thời kỳ hiện đại.

## Hình thành
Chế độ nguyên thủ quốc gia Campuchia được xem như bắt đầu từ khi vua Norodom lên ngôi. Bấy giờ, vương quốc Khmer trải qua nhiều năm là đối tượng tranh giành ảnh hưởng giữa Xiêm La và Đại Nam. Nhằm thoát khỏi tình cảnh trên, Norodom đã kế tục đường lối của vua cha Ang Duong, tìm kiếm một thỏa thuận đưa Campuchia thành một xứ bảo hộ của Pháp. Thỏa thuận này cuối cùng cũng được thực hiện, khi thực dân Pháp chiếm được Nam Kỳ từ tay Đại Nam và gây áp lực buộc Xiêm La phải nhượng quyền bảo hộ cho Pháp. Norodom sau đó cũng cho dời đô từ Oudong về Phnôm Pênh. Từ đó, chế độ nguyên thủ hình thành và tồn tại cho đến tận ngày nay.

## Danh xưng
- 1860–1960: Quốc vương Campuchia (Campuchia thuộc Pháp 1863–1953)
- 1960: Chủ tịch Hội đồng Nhiếp chính
- 1960–1970: Quốc trưởng Vương quốc Campuchia
- 1970–1972: Quốc trưởng Cộng hòa Khmer
- 1972–1975: Tổng thống Cộng hòa Khmer
- 1975: Chủ tịch Ủy ban Tối cao
- 1975–1979: Chủ tịch Đoàn chủ tịch Nhà nước
- 1979–1981: Chủ tịch Hội đồng Nhân dân Cách mạng
- 1981–1993: Chủ tịch Hội đồng Nhà nước
- 1993: Quốc trưởng Nhà nước Campuchia
- 1993–nay: Quốc vương Campuchia

## Danh sách
Dưới đây là danh sách những người đứng đầu nhà nước Campuchia từ khi vua Norodom lên ngôi vào ngày 19 tháng 10 năm 1860 cho đến ngày nay. Nó liệt kê các nguyên thủ quốc gia khác nhau phục vụ trong lịch sử hiện đại của Campuchia, dưới nhiều chế độ khác nhau và với một số chức danh khác nhau. Từ năm 1860 trở đi, đã có 11 cá nhân giữ vai trò nguyên thủ quốc gia Campuchia. Các cá nhân tạm quyền không được tính trong danh sách này.
Nguyên thủ quốc gia Campuchia hiện nay là Quốc vương Norodom Sihamoni, tại chức từ ngày 14 tháng 10 năm 2004.
| Chính đảng |
| ---------- |
| Sangkum    |
| PSR        |
| Khmer Đỏ   |
| FANK       |
| FUNK       |
| CPP        |
| Độc lập    |

| STT                                                                          | Ảnh                                                   | Tên                                                   | Tựu vị                                                | Vương tộc                                             | Chính đảng                                            | Ghi chú                                               |
| Quốc vương Campuchia Campuchia thuộc Pháp (1863-1953)                        | Quốc vương Campuchia Campuchia thuộc Pháp (1863-1953) | Quốc vương Campuchia Campuchia thuộc Pháp (1863-1953) | Quốc vương Campuchia Campuchia thuộc Pháp (1863-1953) | Quốc vương Campuchia Campuchia thuộc Pháp (1863-1953) | Quốc vương Campuchia Campuchia thuộc Pháp (1863-1953) | Quốc vương Campuchia Campuchia thuộc Pháp (1863-1953) |
| ---------------------------------------------------------------------------- | ----------------------------------------------------- | ----------------------------------------------------- | ----------------------------------------------------- | ----------------------------------------------------- | ----------------------------------------------------- | ----------------------------------------------------- |
| 1                                                                            |                                                       | Norodom (1834–1904)                                   | 19 tháng 10, 1860 - 24 tháng 4, 1904 43 năm, 188 ngày | Norodom                                               | —                                                     | Con trai Ang Duong                                    |
| 2                                                                            |                                                       | Sisowath (1840–1927)                                  | 27 tháng 4, 1904 - 9 tháng 8, 1927 23 năm, 104 ngày   | Sisowath                                              | —                                                     | Em trai Norodom                                       |
| 3                                                                            |                                                       | Sisowath Monivong (1875–1941)                         | 9 tháng 8, 1927 - 24 tháng 4, 1941 13 năm, 258 ngày   | Sisowath                                              | —                                                     | Con trai Sisowath                                     |
| 4                                                                            |                                                       | Norodom Sihanouk (1922–2012)                          | 24 tháng 4, 1941 - 9 tháng 11, 1953 12 năm, 196 ngày  | Norodom                                               | —                                                     | Cháu nội Sisowath Monivong                            |
| Quốc vương Campuchia Vương quốc Campuchia (1953–1960)                        |                                                       |                                                       |                                                       |                                                       |                                                       |                                                       |
| (4)                                                                          |                                                       | Norodom Sihanouk (1922–2012)                          | 9 tháng 11, 1953 - 2 tháng 3, 1955 1 năm, 113 ngày    | Norodom                                               | —                                                     | Cháu nội Sisowath Monivong                            |
| 5                                                                            |                                                       | Norodom Suramarit (1896–1960)                         | 2 tháng 3, 1955 - 3 tháng 4, 1960 5 năm, 32 ngày      | Norodom                                               | —                                                     | Cha Norodom Sihanouk                                  |
| Chủ tịch Hội đồng Nhiếp chính Vương quốc Campuchia (1960)                    |                                                       |                                                       |                                                       |                                                       |                                                       |                                                       |
| —                                                                            |                                                       | Chuop Hell (1909–k. 1975)                             | 3 tháng 4, 1960 - 6 tháng 4, 1960 3 ngày              | —                                                     | Sangkum                                               | —                                                     |
| —                                                                            |                                                       | Sisowath Monireth (1909–1975)                         | 6 tháng 4, 1960 - 13 tháng 6, 1960 68 ngày            | Sisowath                                              | Sangkum                                               | Con trai Sisowath Monivong                            |
| —                                                                            |                                                       | Chuop Hell (1909–k. 1975)                             | 13 tháng 6, 1960 - 20 tháng 6, 1960 7 ngày            | —                                                     | Sangkum                                               | —                                                     |
| Quốc trưởng Vương quốc Campuchia Vương quốc Campuchia (1960–1970)            |                                                       |                                                       |                                                       |                                                       |                                                       |                                                       |
| (4)                                                                          |                                                       | Norodom Sihanouk (1922–2012)                          | 20 tháng 6, 1960 - 18 tháng 3, 1970 9 năm, 271 ngày   | Norodom                                               | Sangkum                                               | Con trai Norodom Suramarit                            |
| 0                                                                            |                                                       | Sisowath Kossamak (1904–1975)                         | 20 tháng 6, 1960 - 9 tháng 10, 1970 10 năm, 111 ngày  | Sisowath                                              | —                                                     | Vương hậu Norodom Suramarit                           |
| —                                                                            |                                                       | Cheng Heng (1910–1996)                                | 21 tháng 3, 1970 - 9 tháng 10, 1970 202 ngày          | —                                                     | Độc lập                                               | —                                                     |
| Quốc trưởng lâm thời Cộng hòa Khmer Cộng hòa Khmer (1970-1972)               |                                                       |                                                       |                                                       |                                                       |                                                       |                                                       |
| 6                                                                            |                                                       | Cheng Heng (1910–1996)                                | 9 tháng 10, 1970 - 9 tháng 3, 1972 1 năm, 153 ngày    | —                                                     | Độc lập                                               | —                                                     |
| Tổng thống Cộng hòa Khmer Cộng hòa Khmer (1972-1975)                         |                                                       |                                                       |                                                       |                                                       |                                                       |                                                       |
| 7                                                                            |                                                       | Lon Nol (1913–1985)                                   | 10 tháng 3, 1972 - 1 tháng 4, 1975 3 năm, 22 ngày     | —                                                     | PSR / FANK                                            | —                                                     |
| —                                                                            |                                                       | Saukam Khoy (1915–2008)                               | 1 tháng 4, 1975 - 12 tháng 4, 1975 11 ngày            | —                                                     | PSR / FANK                                            | —                                                     |
| Chủ tịch ủy ban Nhà nước Tối cao Cộng hòa Khmer (1975)                       |                                                       |                                                       |                                                       |                                                       |                                                       |                                                       |
| —                                                                            |                                                       | Sak Sutsakhan (1928–1994)                             | 12 tháng 4, 1975 - 17 tháng 4, 1975 5 ngày            | —                                                     | FANK                                                  | —                                                     |
| Chủ tịch Đoàn chủ tịch Nhà nước Campuchia Dân chủ (1975-1979)                |                                                       |                                                       |                                                       |                                                       |                                                       |                                                       |
| (4)                                                                          |                                                       | Norodom Sihanouk (1922–2012)                          | 17 tháng 4, 1975 - 11 tháng 4, 1976 360 ngày          | Norodom                                               | FUNK                                                  | —                                                     |
| 8                                                                            |                                                       | Khieu Samphan (1931–)                                 | 11 tháng 4, 1976 - 7 tháng 1, 1979 2 năm, 271 ngày    | —                                                     | Khmer Đỏ                                              | —                                                     |
| Chủ tịch Hội đồng Nhân dân Cách mạng Cộng hòa Nhân dân Campuchia (1979-1989) |                                                       |                                                       |                                                       |                                                       |                                                       |                                                       |
| 9                                                                            |                                                       | Heng Samrin (1934–)                                   | 7 tháng 1, 1979 - 30 tháng 4, 1989 10 năm, 113 ngày   | —                                                     | KPRP / CPRP                                           | —                                                     |
| Chủ tịch Hội đồng Nhà nước Nhà nước Campuchia (1989-1993)                    |                                                       |                                                       |                                                       |                                                       |                                                       |                                                       |
| 9                                                                            |                                                       | Heng Samrin (1934–)                                   | 30 tháng 4, 1989 - 6 tháng 4, 1992 2 năm, 342 ngày    | —                                                     | CPRP / CPP                                            | —                                                     |
| 10                                                                           |                                                       | Chea Sim (1932–2015)                                  | 6 tháng 4, 1992 - 14 tháng 6, 1993 1 năm, 69 ngày     | —                                                     | CPP                                                   | —                                                     |
| Quốc trưởng Nhà nước Campuchia Nhà nước Campuchia (1993)                     |                                                       |                                                       |                                                       |                                                       |                                                       |                                                       |
| (4)                                                                          |                                                       | Norodom Sihanouk (1922–2012)                          | 14 tháng 6, 1993 - 24 tháng 9, 1993 102 ngày          | Norodom                                               | Độc lập                                               | —                                                     |
| Quốc vương Campuchia Vương quốc Campuchia (1993-nay)                         |                                                       |                                                       |                                                       |                                                       |                                                       |                                                       |
| (4)                                                                          |                                                       | Norodom Sihanouk (1922–2012)                          | 24 tháng 9, 1993 - 7 tháng 10, 2004 11 năm, 13 ngày   | Norodom                                               | —                                                     | Thoái vị                                              |
| 11                                                                           |                                                       | Norodom Sihamoni (1953–)                              | 14 tháng 10, 2004 - nay 20 năm, 253 ngày              | Norodom                                               | —                                                     | Con trai Norodom Sihanouk                             |